# Ситроен GS
Ситроен GS (фр. Citroën GS), односно GSA је аутомобил који је производила француска фабрика аутомобила Ситроен. GS је био европски аутомобил 1971. године и био је технолошки најнапреднији аутомобил у својој класи у погледу удобности, сигурности и аеродинамике.

## Историјат
GS попуњава огромну празнину између економичних спачека и амија и луксузног DS. Остављајући ову празнину петнаест година, довољно дугу, другим произвођачима за улазак у најпрофитабилнијем тржишном сегменту у Француској. Ово у комбинацији са развојним трошковима и изградње нове фабрике за нови модел CX, нафтне кризе из 1974. и обуставе производње Ванкел ротационих мотора (Wankel rotary engine), доводи 1974. године Ситроен до банкрота.
GS је био удобан породични аутомобил са четворо врата и простором за петоро одраслих особа, уз велики пртљажни простор. Био је најпродаванији Ситроенов модел током много година. Произведена су 1.896.742 GS примерка и 576.757 GSA примерка. Модел GS се производио од 1970. до 1980. године, а GSA, који је био унапређен, производио се од 1979. до 1986. године.
1972. године је представљена караван верзија, а нарочито је популарна била варијанта Pallas, која је била боље опремљена. Код модела GS се посебно истиче ограничено издање под именом Birotor, које се одликује Ванкел мотором од 107 КС. GS-серија је 1980. године детаљно унапређена. Име је промењено у GSA и скоро сви модели су поседовали 1.3-литарски мотор. То је била освежена верзија, обогаћена пластиком, петим вратима и необичном инструмент таблом.
Ситроен GSA се неко време производио у бившој Југославији, и то у погонима копарског Цимоса, а уместо ознаке GSA код нас се користила ознака GA. Производио се још у Француској, Индонезији, Чилеу, Португалу, Шпанији, Јужноафричкој Републици, Тајланду.
GS никада није званично извезен на тржиште Северне Америке.

## Механика
Возило је имало предњи погон и било погоњено четвороцилиндричним ваздушно хлађеним боксер мотором запремине 1015, 1129, 1222 и 1299 cm3 снаге у распону од 55 до 66 КС. Испоручивао се са 4-степеним мануалним мењачем и могао је да развије брзину од 147 km/h при 6250 обртаја у минуту (са мотором 1222 cm3) због своје аеродинамичне линије.
Натпросечан комфор у вожњи је имао због самоподешавајућег хидропнеуматског ослањања, док је безбедност била осигурана са диск кочницама на свим точковима. Имао је најмањи коефицијент отпора ваздуха у Европи. Пред крај производње уграђиван је мењач са пет брзина.